# Barra de torção

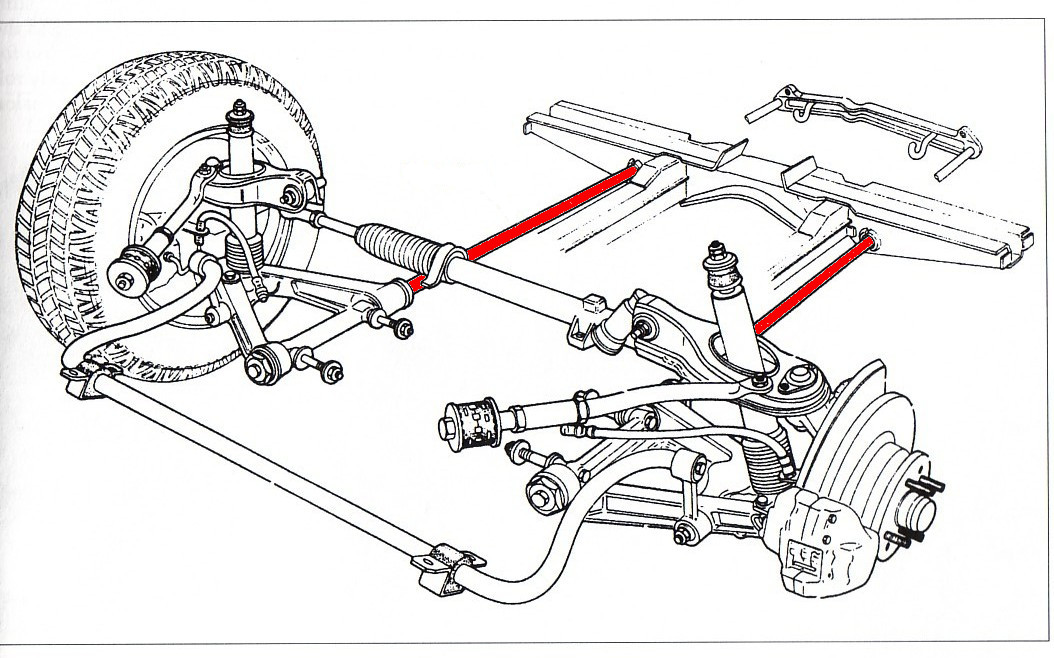
Esquema de um eixo dianteiro destacado para mostrar a barra de torção.

Barra de amarração ou torção, stress-bar ou Barra Estabilizadora é um elemento metálico que interliga as torres de uma suspensão, a fim de reduzir a movimentação do chassi provocada pelas solicitações em curvas fortes. O objetivo é manter inalterada a geometria da suspensão, com ganho em estabilidade. Pode ser montada à frente ou atrás, bem como ser conectada a um terceiro ponto, estabelecendo uma triangulação que acentua seu efeito.
Em alguns modelos importados, como as BMWs series 5 e 7, pode ter assistência elétrica, onde um motor elétrico é montado no centro da barra corrigindo eletronicamente a inclinação da carroceria nas curvas.
Barra de torção é também um tipo de mola, onde os impactos são absorvidos torcendo a barra de aço reta sobre seu eixo longitudinal. Essas molas podem ser encontradas em ambas suspensões de VW Fusca e VW Kombi, e dianteiras das Chevrolet S10 e Chevrolet Blazer até 2012.
Com a necessidade de ganhos em carros de corridas, as molas helicoidais estão perdendo espaço para as barras de torção, as quais proporcionam os mesmos efeitos porém com ganho de espaço.